# General Motors BT1
GM BT1 — платформа для электромобилей, выпускающаяся с 2021 года американской корпорацией General Motors. Она лежит в основе электрических полноразмерных пикапов и внедорожников GM.

## История
В октябре 2019 года компания General Motors заключила соглашение с объединённым профсоюзом рабочих автомобильной промышленности (UAW) об инвестировании 3 миллиардов долларов США в завод в Детройте и Хамтрамке в течение следующих четырёх лет, переименовав в «Factory Zero» и превратив в завод по производству грузовых электромобилей. Копия соглашения UAW показала, что «центральным элементом» инвестиций была программа под названием «Проект O» или BT1, которая должна была разработать и начать продавать к 2021 году мелкосерийный пикап, нацеленный на высокий сегмент рынка.
Та же платформа, которая была разработана для этого проекта, в результате которого был создан GMC Hummer EV, также нашла своё применение в электрических версиях полноразмерных пикапов General Motors (Chevrolet Silverado/GMC Sierra) и внедорожников (Chevrolet Tahoe/Suburban, GMC Yukon и Cadillac Escalade).

## Дизайн
Платформа GM BT1 предназначена для полноразмерных фургонов и внедорожников, выпускающихся с лонжеронной рамой. Николь Краатц, главный инженер GM по аккумуляторным электрическим грузовикам, охарактеризовала BT1 как «не цельный кузов и... не корпус на раме», так как кузов имеет цельный пол, как у цельного корпуса, но опирается на аккумуляторную конструкцию, которая также выступает в качестве конструктивного элемента. Это подтвердило ранние предположения, опубликованные в 2019 году.
Несмотря на то, что название BT1 предполагает связь с платформой T1, платформа BT1 не имеет общих деталей со старым полноразмерным пикапом и платформой внедорожника с ДВС.
Как и для GMC Hummer EV, BT1 имеет штампованный и сварной стальной корпус аккумулятора с 24 модулями ёмкостью 246 кВт⋅ч брутто, из которых 212 кВт⋅ч пригодны для использования. Полная масса одного аккумулятора составляет 1300 кг.

## Применения
- GMC Hummer EV (2021 — настоящее время)
- Chevrolet Silverado EV/GMC Sierra EV (2023 — настоящее время)
- Cadillac Escalade IQ (2024)
- Chevrolet Tahoe EV/GMC Yukon EV (2026)[8]
- Chevrolet Suburban EV/GMC Yukon XL EV (2026)

- GMC Hummer EV (SUT)
- GMC Hummer EV (SUV)
- Chevrolet Silverado EV